# Jan Stulen
Jan Stulen (Amsterdam, 7 januari 1942 – Duitsland, 22 juli 2017) was een Nederlands dirigent en muziekpedagoog.

## Levensloop
Stulen ontving vanaf 1948 piano-, orgel- en theorielessen bij Willem Vogel. Na zijn gymnasiumopleiding studeerde hij van 1960 tot 1964 orkestdirectie bij Peter Erös, piano bij Karel Hilsum, viool en zang aan het Conservatorium van Amsterdam.
In 1964 werd hij door de Stedelijke Opera van Münster geëngageerd, aanvankelijk als repetitor, vervolgens in 1966 als dirigent en ten slotte als assistent van artistiek leider Reinhard Peters en plaatsvervangend directeur. In 1970 keerde hij terug naar Amsterdam om chef-dirigent van het Nederlands Balletorkest te worden en dirigent van het Nederlands Dans Theater. Tot 1976 was hij muzikaal directeur van het Nederlands Dans Theater. Vanaf 1972 volgden vele gastdirecties, o.a. bij het Edinburgh Festival te Edinburgh, het New Opera Orchestra in Londen, het Orchestre de Chambre de Lausanne, het Residentie Orkest en het Orkest van de Opera van Monte Carlo.  Van 1976 tot 1992 was hij dirigent van achtereenvolgens het Promenade Orkest en het Radio Symfonie Orkest van de Hilversumse omroep en dirigeerde hij bij andere omroeporkesten, onder andere bij het orkest van de Westdeutscher Rundfunk (WDR) in Keulen en van de Südwestrundfunk (SWR) te Baden-Baden, en ook sinds 1992 bij het Deutsche Kammerorchester in Frankfurt. In deze periode maakte hij zich een uitgebreid repertoire eigen, uiteenlopend van Bach tot jazz. Bijzonder populair was de AVRO-televisieserie Jonge mensen op weg naar het concertpodium, waarin Jan Stulen het orkest dirigeerde.
Verdere gastdirecties had hij in heel Europa, onder andere in Zwitserland, België, Duitsland, Kroatië, Griekenland, Italië, Zweden, Denemarken, Turkije en Hongarije, en ook in Seoel in Zuid-Korea. Sinds 1997 was hij eerste gastdirigent van de Staatsphilharmonie en het Philharmonisch koor in Cluj-Napoca in Roemenië. In 1998 werd Stulen ook chef-dirigent van het Nederlands Promenade Orkest en vaste gastdirigent van het Symfonieorkest Vlaanderen.
Als pedagoog werkte Jan Stulen sedert 1988 als hoofd van de afdeling orkestdirectie aan het Conservatorium Maastricht, van welk instituut hij van 1993 tot 2002 ook artistiek directeur was, en sinds 2003 als hoofdvakdocent orkestdirectie aan het Rotterdams Conservatorium.
Jan Stulen, die in Wilnis woonde, overleed op vakantie in Duitsland op 75-jarige leeftijd.

## Publicaties
- De Tao van het dirigeren, Molenaar, Wormerveer, 2013, 119 pag. ISBN 978-90-70628-00-0
- Ten voeten uit, anekdotes uit een bewogen muzikaal leven, GMF Baltic States OÜ, 2017, 275 pag. ISBN 978-99-4981660-6

## Beperkte discografie
| Album met eventuele hitnotering(en) in de Nederlandse Album Top 100   | Datum van verschijnen | Datum van binnenkomst | Hoogste positie | Aantal weken | Opmerkingen              |
| --------------------------------------------------------------------- | --------------------- | --------------------- | --------------- | ------------ | ------------------------ |
| The wine of silence - Robert Fripp / Andrew Keeling / David Singleton | 2012                  | 12-05-2012            | 98              | 1            | met The Metropole Orkest |